# 대한신경정신의학회
대한신경정신의학회(大韓神經精神醫學會, Korean Neuropsychiatric Association ; KNPA)는 광복 직후인 1945년 9월에 설립된 대한민국의 학술 단체이다. 소재지는 서울특별시 서초구 서초중앙로 24길 27, 522호에 위치하고 있다.

## 개요
신경정신의학을 발전시키고, 국민의 정신건강을 증진시키며, 회원들 사이의 친목을 도모하고, 회원들의 권익을 신장시키는 목적을 가진다.

## 조직
- 총회
  - 감사
    - 대한신경정신의학연구재단감사

  - 대위원회
    - 상임위원회
    - 이사장
    - 부이사장
    - 신경정신의학정책연구소
    - 분과전문의제도인증위원회
      - 지부학회
      - 이사회

  - 회장
    - 부회장

  - 차기회장

## 교통편
- ● 서울 지하철 2호선 교대역
- ● 수도권 전철 3호선 교대역

## 지부
- 강원지부
- 경기남부지부
- 경기북부지부
- 경기서부지부
- 광주전남지부
- 대구경북지부
- 대전.충남지부
- 부산지부
- 서부경남지부
- 서울남서지부
- 서울동남지부
- 서울동북지부
- 서울서북지부
- 서울성동지부
- 서울종로지부
- 서울중부지부
- 울산지부
- 인천지부
- 전북지부
- 제주지부
- 충남북부지부
- 충북지부

## 전문 학회
- 한국정신치료학회
- 한국분석심리학회
- 한국정신분석학회
- 한국임상예술학회
- 대한소아청소년정신의학회
- 대한사회정신의학회
- 대한생물치료정신의학회
- 대한정신약물학회
- 대한생물정신의학회
- 한국여성정신의학회
- 대한최면의학회
- 한국임상성학회
- 한국수면학회
- 한국정신병리-진단분류학회
- 대한법정신의학회
- 한국정신신체의학회
- 대한수면의학회
- 대한노인정신의학회
- 한국중독정신의학회
- 대한청소년정신의학회
- 대한조현병학회
- 대한우울조울병학회
- 대한불안의학회

## 같이 보기
- 신경정신과
- 심호섭 - 설립자
- 명주완 - 설립자